# 狗肉
狗肉，即狗的肉，泛指从狗身上获取的可食用部分。包括东亚、东南亚、西非、欧洲、大洋洲和美洲的很多地区都曾有食用狗肉的历史。
21世纪以来，狗肉的主要消費地區為中国部分地区、朝鲜、韩国，以及部分东南亚国家（包括越南、泰国、缅甸、柬埔寨、老挝等）等。
尽管在战争或其他苦难时期曾有食用狗肉的历史，但一些文化将狗肉视为食物禁忌。同时，另一些文化则将食用狗肉视为文化传统和家常烹饪。食用狗肉違法則有所爭議，比如在韓國社會現代化的過程中，首先狗隻不再是家畜而需要列管於其他相關法律，又由於貓狗普遍已經與人類同居的作用，使得狗肉市場大幅萎縮，考慮到接觸的日益頻繁，訂立專法已經無法解決根本問題，加上產生從名單移除後衍生出衛生不受規範問題，而進一步造成食狗的非法化。

## 历史
人類食用狗肉在世界許多地區都有記錄，包括亞洲、非洲、歐洲、大洋洲和美洲。
从新石器时代开始中国人就食用狗肉，在浙江余姚县河姆渡遗址，发现有狗的骨架，但这并不能表明中国从那时开始食用狗肉；在河北省武安县的磁山遗址，发现有狗的下颌骨，河南新郑裴李岗遗址均发现了家狗骨骼。河南偃师二里头文化遗址曾发现有陶塑家狗的实物。在甲骨文中，有“五十羊、五十犬”“其宁风，三羊，三犬，三豕”“丁巳卜，又尞于父丁百犬百豕卯百牛”的文字记录。
狗肉是周天子宴待宾客的御席珍饈之一。春秋时期力士朱亥、战国时期的高渐离、漢代開國功臣樊哙等名人都是屠狗出身。2010年11月25日，陕西省考古研究院考古专家在西安咸阳机场二期考古工地上清理一座战国秦墓时，在其壁龛中发现了一件青铜鼎。在这件高20釐米、腹径24釐米的铜鼎中仍残留半鼎狗骨头汤。中國春秋戰國時期，在越國與吳國的戰爭之前，生下男孩的婦女獲發較貴的狗隻，而生下女孩的婦女只獲發豬隻。。食狗肉文化在古代东亚被广泛传播。日本人在1687年德川纲吉颁布《生類憐憫令》之前吃狗肉。直至今日，中国岭南地方如广东、广西等地仍在继续食用狗肉。朝鮮半島、越南也保存这种传统文化。宋朝以後，有“狗肉不上席”的典故，據說是宋徽宗因為自己生肖屬狗，爲了避諱而禁止的。北宋滅亡後，中國人又重新食狗。本草綱目中指狗肉具滋補陽氣，對腎臟和胃有益的功效。
东亚的农业民族多有食用狗肉的习俗，遊牧民族和渔猎民族也有食用狗肉的习俗。《大金國志》卷卅九記錄女真“嗜半生米飯，漬以生狗血及蒜之屬，和爾食之”。《茅齋自敘》中“木碟盛豬、羊、犬、蝦蟆等肉”。天聰六年，由於城中犬隻汎濫，皇太極頒佈禁狗令命滿族每戶只存一條狗，至此滿人不再飼養肉狗。猶太教和伊斯蘭教的飲食規條禁止吃狗肉和猪肉，这两种肉都被認為是不潔的，不止不能食用，也不能接觸其屍體及血液，曾盛載其屍體和血液的器皿，也被視為不潔。
阿茲特克人飼養墨西哥無毛犬作食用。荷南·科爾蒂斯報導，1519年的特諾奇蒂特蘭，人們吃養殖作食用已被閹割的小狗，並在城市市場中銷售。墨西哥無毛犬經常被描繪在前哥倫布時期的墨西哥陶器。該品種是在1940年代幾乎絕跡，但在墨西哥城，英軍隨員諾曼·萊特從偏遠的村莊又發現了一些。

### 東亞

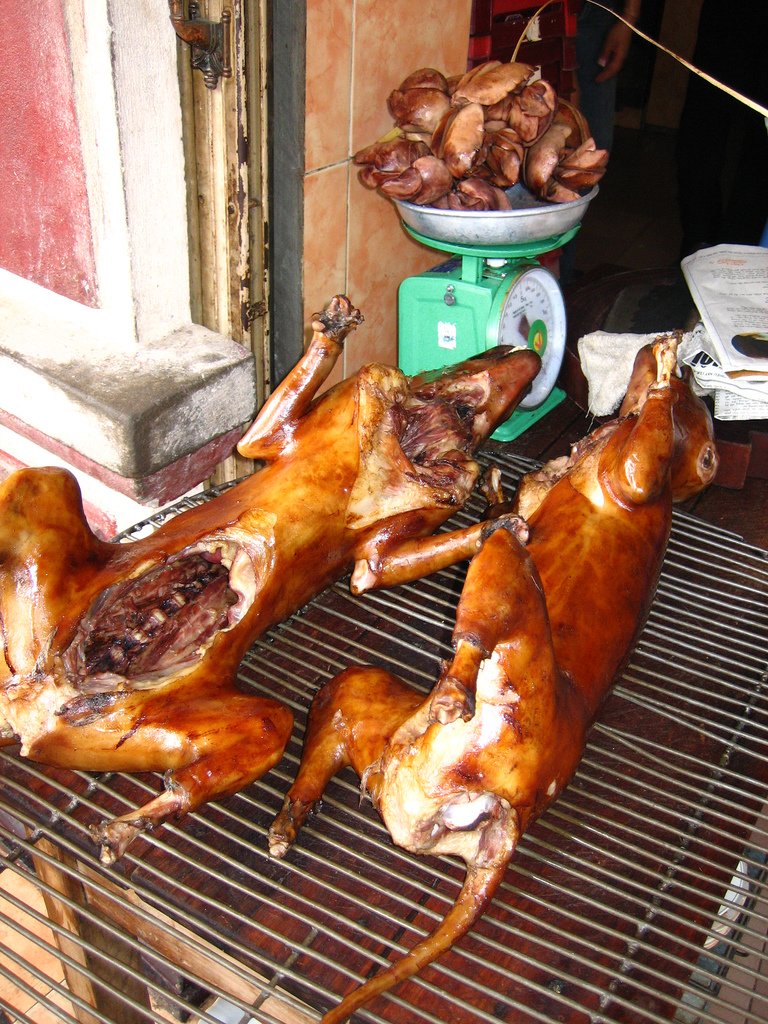
越南河內的烤狗肉

狗肉在东亚，如中国、朝鮮半島、越南、日本、琉球等傳統上均曾食用，近代因受西方影响，今亚洲地区的台灣、香港、澳門、日本、新加坡、韓國等國家和地區皆已立法禁止屠宰及食用狗肉。

#### 中國大陸
中國自古已有食狗肉的習慣，西漢開國功臣之一的樊噲，其本業就是屠宰狗隻，明朝的對聯「仗義每多屠狗輩，負心多是讀書人。」亦顯示了食用狗肉的普及程度。中国不少地方的人依然食用狗肉，菜肴有江苏的樊哙狗肉、贵州布依族的花江狗肉等。当前狗肉食用地区主要有东北三省的延邊、牡丹江等中國朝鮮族聚居区、贵州、广西、广东、湖北、安徽、河南，另有海南、云南、江苏、山东和湖南的个别地方，以及福建客家族群聚居的闽西地区。渤海人也喜歡吃狗肉，此傳統似乎從那個時代開始。锡伯族人、藏族人、畲族人等具有不食狗肉的民族传统。改革开放以来，随着生活习惯西方化，许多民众开始认为食用狗肉并不文明，亦有观点认为狗肉未经过免疫或检疫，容易引发食品安全问题。但也有部分人认为食用狗肉是传统，是否食用应当是个人自由。而中國的宗教文化中，道教的飲食規定中包括不食用狗肉。
目前，除深圳市和珠海市有地方性法律禁止宰杀和食用狗肉外，中國並无法律规定禁止食用狗肉。每年6月在广西壮族自治区的玉林市举办的玉林荔枝狗肉節近年开始受到国內外一些动物保护人士关注，而每年10月在金华市乾西乡湖头村举行的金华湖头狗肉节则于2010年因受到舆论压力而取消。
深圳市在2020年5月1日生效的《深圳经济特区全面禁止食用野生动物条例》里，把猫狗列入了禁食名单，这使其成为中國大陸首个立法禁食猫狗的城市。该条例亦规定，明知是宠物饲养用的猫狗肉而食用的，将对食用者每人处价值或者货值金额二倍以上十倍以下罚款，并对组织食用者从重处罚。深圳市人大常委会法工委对此解释称，宠物有其特殊的饲养目的和饲养方法，在检验检疫标准上与供食用的动物不同；同时立法者认为：“猫狗作为宠物，与人类建立起比其他动物更为亲近的关系，禁止食用猫狗等宠物是许多发达国家和香港、台湾的通行做法，也是现代人类文明的要求和体现。”

#### 香港
英屬香港時期的1940年代已經有社會人士提倡禁止屠宰貓和狗，1949年更發起聯署及上書香港總督要求立法禁止吃狗肉，雖然最初是由愛護貓犬的人士提出，但後來也有不少人參與聲援，包括當時在香港華人之中甚具聲望的周壽臣爵士，而提倡禁吃的理由不單是愛護貓犬，更重要的是防止屬於人畜共通傳染病及不治之症的瘋狗症在香港傳播，保障大眾市民的健康，由於推動立法的有不少是社會名流，港府不久便同意並提交立法局審議，1950年1月通過《香港法例》第167A章《貓狗規例》，在香港屠宰貓、狗或以貓肉、狗肉作為食材即屬違法，隨著社會風氣的演變，香港人普遍不吃狗肉，並視之為陋習。雖然法例明文禁止，但仍有不少貓狗肉循走私渠道流入香港市場販售，香港海關於2022年間檢獲的入口走私肉就高達35噸，當中7噸來自中國內地的广东、广西、安徽、海南、河南、陕西、山东、江苏、江西等地。

#### 臺灣
多數臺灣原住民族沒有食用狗肉的習俗，普遍飼養犬隻亦用於打獵捕鹿或取毛製衣，狗被視為極重要的資產。後清代漢人移民卻食用狗肉，俗稱為“香肉”，日治時期吃狗肉的情況仍在。漢人食用狗肉與原鄉習俗相關，如包含客家族裔颇多的的兩廣人和閩西南部人，以及来自河南、山東、安徽、江苏、江西、湖北、湖南等新舊移民都將原鄉文化如祭魁、濟公、冬令進補等習俗帶進台灣，人類犬媒介性狂犬病於1947年由上海再次侵入臺灣，1956年由農復會與臺灣衛生處開始撲殺野犬，1960年台灣政府下令禁止販售狗肉，惟狂犬病於1961年宣告撲滅，直到1980年代街頭仍可見隱藏香肉店。但是進入1990年代後，隨著飲食西化及近現代保護動物觀念的影響，使得越來越多的台灣人反對或排斥吃狗肉。
2017年4月11日立法院三讀通過《動物保護法》修正草案，對於吃貓肉、吃狗肉或其內臟等，違法者將處新台幣5萬元至25萬元以下罰鍰，還要公布姓名、照片以及違法事由，如果限期未改善者，得連續處罰。
綜合媒體報導，提案的國民黨立委王育敏表示，修法主要目的是虐待犬貓事件頻傳，之前還甚至發生集團放狗殺街貓事件，僅台北市就有85起檢舉案，現行動物保護法刑度嚇阻力不足，實有提高虐待動物處罰之必要；此外，近年來民眾動保意識的提升，地方政府也率先將禁食貓狗肉列入自治條例中，促成本次禁食貓狗肉的修法。
現行《動物保護法》第25條規定，將故意殺害、虐待動物，使動物肢體嚴重殘缺或重要器官功能喪失的刑責，經三讀通過，由現行一年以下有期徒刑或拘役，10萬至100萬罰鍰，提高至二年以下有期徒刑或拘役，併科20萬至200萬元罰鍰，針對情節重大或連續犯、累犯者，最高可處一年以上五年以下有期徒刑，併科50萬至500萬元罰鍰。
而在第27條中，除了販售、購買之外，新增「食用」、「持有」犬貓屠體、內臟或含有犬貓成份的食品，也要開罰新台幣5萬元以上、25萬元以下罰鍰。

### 朝鮮半島
在韓國解作「狗肉」。這個韩文詞汇本身往往被誤認為是韓國的狗肉湯，而狗肉汤實際上是被稱為補身湯（보신탕）。
朝鮮半島食用狗肉的歷史可以追溯到古代。狗骨頭在慶尚南道昌寧的新石器時代遺跡中出土。於公元4世紀繪畫的聯合國世界文化遺產，黃海南道的高句麗墓葬群描繪了一隻倉庫中已被屠宰的狗。

##### 大韓民國

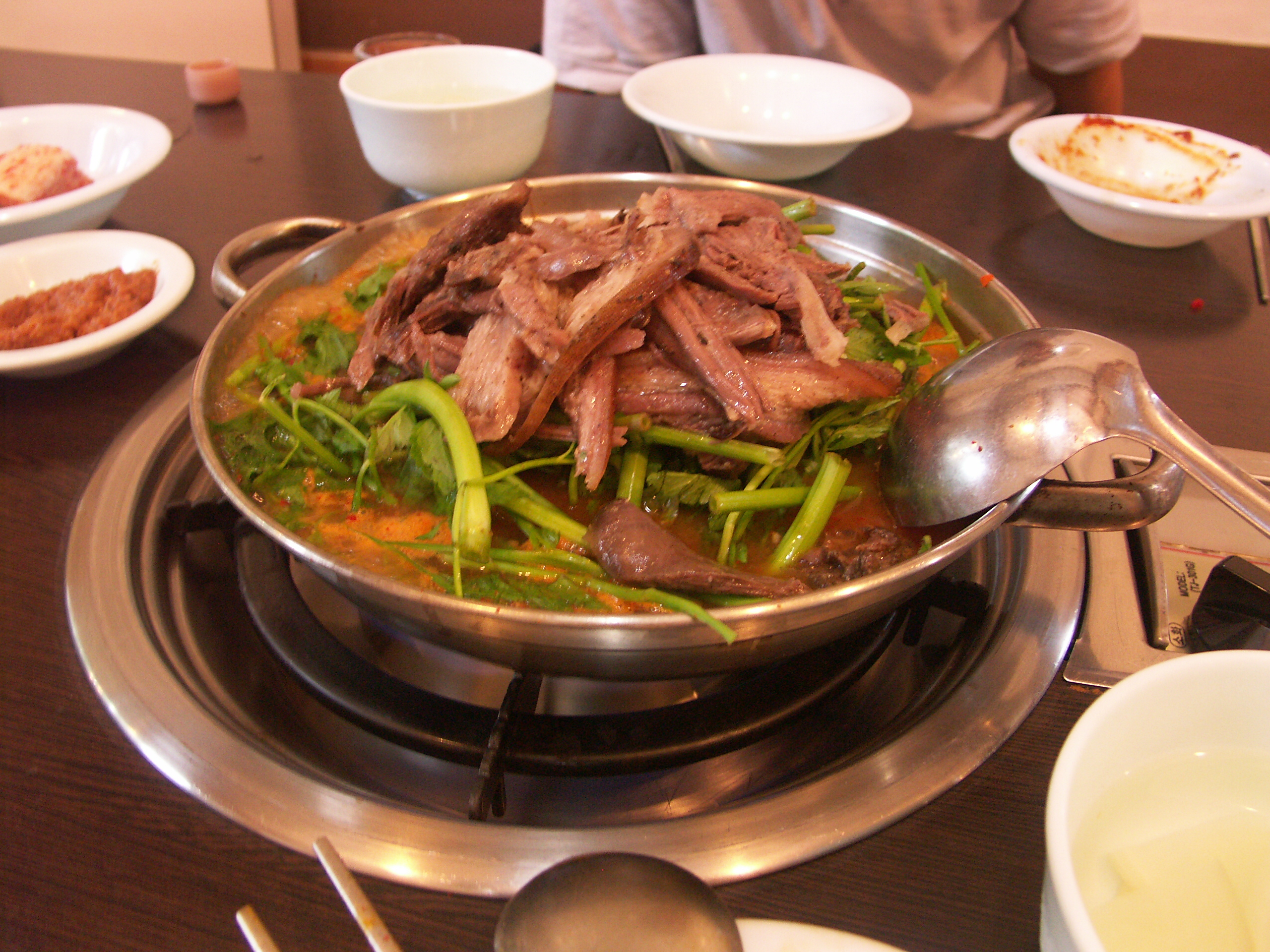
韓國首爾曾出現的狗肉菜餚

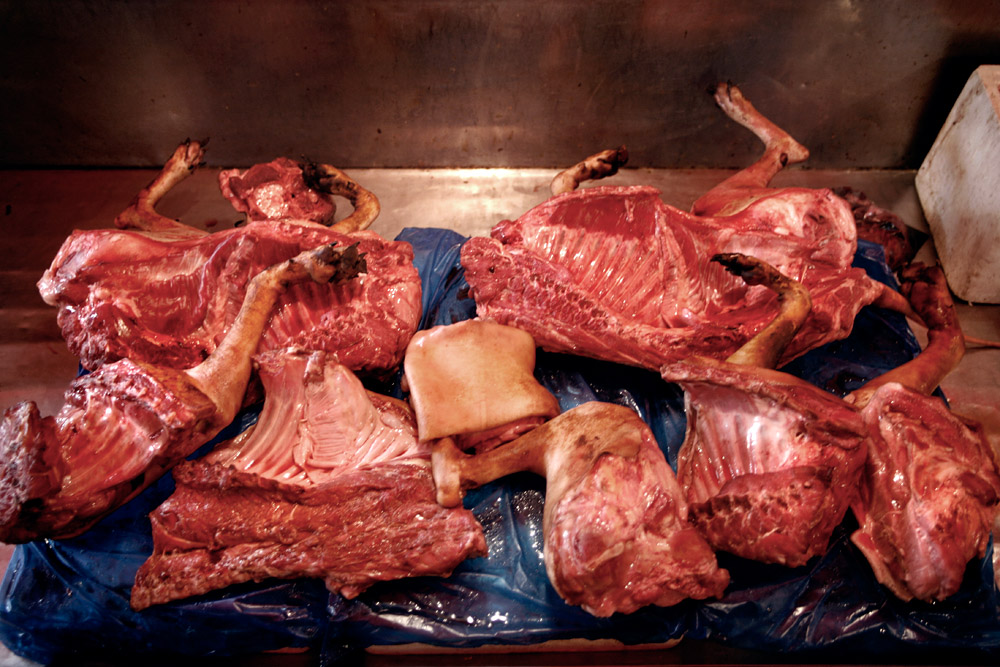
韓國首爾京東市場中曾出售的狗肉

韓國只有3.9%的人口食用狗肉，除了長輩人和外國人外，全國沒有食用狗肉的習慣。一年四季皆有人食用狗肉，於夏天尤為常見。而根据2018进行的调查，大多數的韩国人反對食用狗的做法。
韓國食品及藥物管理局指藥品以外的任何食用產品為食物。在首都首爾，1984年2月21日狗肉被歸類為「令人厭惡的食品」，出售狗肉被取締，但除了在1988年漢城奧運會時外，監管不嚴格，2001年漢城（今首爾）市長宣布將不會有更大的執法力度去控制狗肉在2002年世界杯舉行期間出售。2008年3月，首爾市政府宣布建議中央政府將狗合法列為家畜的計劃，重新引起對這個問題的辯論。
韓國食品衛生法（식품위생법）中，狗肉並不作為一種合法的食品成分，由首爾市政府頒布了一項規定，狗肉已歸類為「令人厭惡的食物」（혐오식품），使用狗肉作食物成分是不被允許的。但是，法律沒有嚴格被執行。主要以作肉類食用為目的繁殖的狗種為黃狗（Nureongi 누렁이）、柴犬（Hwangu 황구），與以寵物作目的繁殖的品種是不同的。
在韓國亦有聲音反對食用狗的做法。還有不少韓國人不吃或不享受食狗肉，但認為其他人有權利食用狗肉。少數人士更希望在韓國和世界各地普及的狗肉菜餚。部份食狗肉人士希望在由日本和韓國共同主辦的2002年世界杯推廣和宣傳食用狗肉，促使動物權利活動者和一些知名人士，如碧姬·芭杜作出譴責。食用狗肉的反對者認為韓國傳統風味的狗肉菜餚做法要作出改善，如毆打和吊起狗隻。
如果賣狗肉的餐館對狗隻做出毆打和吊起狗隻等行為，有機會失去他們的食肆牌照。1997年一個狗肉批發商曾因售賣狗肉被罰，然而，上訴法院宣告狗肉批發商無罪，指狗被社會普遍接納為食品。據韓國國家議會，1998年有超過20000家餐館，其中包括6484註冊餐館，供應狗肉湯。1999年英國廣播公司報導，韓國每年消耗8500餘噸狗肉，另有93600噸用於生產藥用補品gaesoju（개소주）  ，自2007年，宰殺狗隻不再如過去般是被毆打致死。
在夏天期間消耗的狗肉往往是用作烤、湯或燉菜。補身湯是最受歡迎的湯，辣味可平衡在夏天體內的熱量。這被認為可平衡一個人的「氣」或成為身體的重要能源，維持健康。19世紀的補身湯中狗肉用作與蔬菜，如蔥和辣椒粉一同煮，有些人會使用雞肉和竹筍。
2011年，韓國取消了狗肉節。2018年冬奥会前夕，韩国关闭了该国最大的狗肉市场，该市场保存着80多万只狗，占全国消费量三分之一。为改善冬奥赛场周边环境，赛事举办地江原道及平昌郡政府鼓励卖狗肉汤的餐厅撤换广告牌、改换菜单，并对符合条件的商家提供1000万韩元的资金支持，换菜单的餐厅可以获得江原道及平昌郡政府最高2000万韩元的资金支持。2019年10月起，韩国首都首尔全面停止屠狗。2024年1月9日，韓國國會立法通過禁食狗肉相關特別法，2027年起將全面禁止畜養、繁殖犬隻來食用，也禁止狗肉相關食品流通販賣，違者最高可處3年以下有期徒刑或3000萬韓元以下罰金。

##### 朝鮮民主主義人民共和國
朝鮮視食用狗肉為民族特色。朝鮮人認為食狗肉可消暑解毒。朝鮮中央通信社2009年曾報導朝鮮的狗肉烹飪大賽，以推廣食用狗肉。前領袖金日成於1980年代開始稱狗肉為단고기，也就是「甜肉」的意思，狗肉湯則稱為「甜肉醬」（단고기장），此叫法於朝鮮人之間流傳。1970年4月周恩來訪問朝鮮，金日成設「全狗午宴」款待，菜式包括狗血腸、紅燒狗肉、清燉狗肉和狗肉湯。
首都平壤有很多「甜肉店」出售狗肉湯，但食用狗肉在朝鮮屬奢侈消費。在朝鮮，在2010年初，政府在其新的100項固定價格清單中將狗肉價格固定為每公斤500朝鮮圓。

#### 日本
日本今日只有極少數的日本人會食用狗肉，鹿兒島縣有一種稱為狗兒飯的傳統狗肉飯。古時，狗肉與牛、馬、猴和雞一起作為食物，直至公元675年，天武天皇在該年的4月至9月下令禁止進食狗肉等肉類。據發表於1760年的名產諸色往來，江戶時代一些地區，野生狗的肉與野豬、鹿、狐狸、狼、熊、貉、水獺和黃鼠狼一同被販賣。2008年，日本仍從中國進口5噸狗肉。這些進口的狗肉主要提供給以中國朝鮮族移民或朝鮮半島移民為主的亞洲餐廳，像是大久保・御徒町・猪飼野之類的韓國街或是像池袋的唐人街這些地方的亞洲料理餐廳。
琉球傳統有食用狗肉的習慣，狗肉是沖繩料理傳統食材之一。但現時年輕的琉球人大都不吃狗肉。

#### 越南

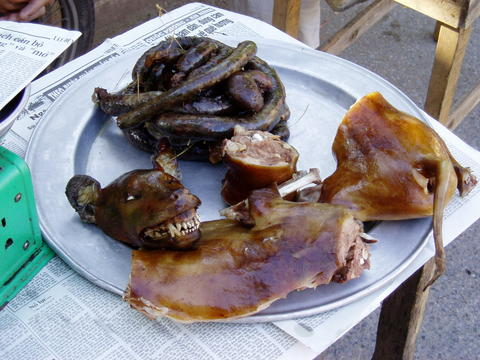
河內以東幾英里的市場出售的狗肉拼盤

越南的狗肉消耗主要集中在北部的，並有專門售賣狗肉的餐館。狗肉在越南被認為能帶來好運，與雞肉或豬肉的消耗量可相媲美。在市區總有很多狗肉餐廳。例如，在河內西湖郡日新坊，許多餐館供應狗肉。客戶通常是男性，坐在墊子上共享狗肉並飲酒度過他們的夜晚，因為狗肉被認為可以提高男性的性慾。進食狗肉也可以是一個儀式，通常於朔望月作占星術和祈求幸運的。主要的狗肉餐館可能只在朔望月營業。據美聯社報導，經濟的發展導致在河內的狗餐廳蓬勃發展。據報導，20公斤的狗可以賣100美元以上，大致為越南工人的平均月薪。
2009年，於狗肉發現了造成越南北部夏季流行霍亂的霍亂弧菌。

### 南亞及東南亞

#### 印度
在印度，米佐拉姆邦東北部的某些社區和那加蘭邦仍廣泛食用狗肉，狗肉被認為是美味佳餚。

#### 马来西亚和印度尼西亞
伊斯蘭教認為，狗肉和豬肉被認為是不潔的，穆斯林不允许進食狗肉及食用其血肉。正因為如此，狗肉在穆斯林為主的国家不是主要食物。然而，印尼国家的幾個非穆斯林族群或族裔都有進食狗肉。在印尼的狗肉的消耗主要是於某些部落。
蘇拉威西島北部的族群Minahasa以及蘇門答臘北部的族群Bataks認為狗肉是節日菜式，通常於特殊場合，如婚禮和聖誕節食用。rica-rica是印尼著名的狗肉菜式，又稱為"RW"或rintek wuuk、rica-rica waung、guk-guk，以及"B1"。爪哇有好幾個狗肉菜餚，如sengsu（tongseng asu）、sate jamu，和kambing balap。

#### 東帝汶
狗肉在東帝汶是流行的佳餚。

#### 菲律賓
在菲律賓首都馬尼拉，馬尼拉事務監察委員會條例82-05明確禁止殺害和販賣狗肉作食物，通常更認為是起始於1998年的菲律賓動物福利法。1998年的菲律賓動物福利法進一步禁止殺害牛、豬、山羊、羊、家禽、兔以及水牛、馬、鹿和鱷魚以外其他任何動物，只有宗教、文化、科研、公眾安全或動物健康的原因可得到豁免。不過，從菲律賓報紙的報導，進食狗肉在菲律賓並不少見。本格特省特別允許土著保留狗肉文化，並承認這可能會導致有限的商業用途。菲律賓的asocena是一款當地狗肉菜式。

### 欧洲

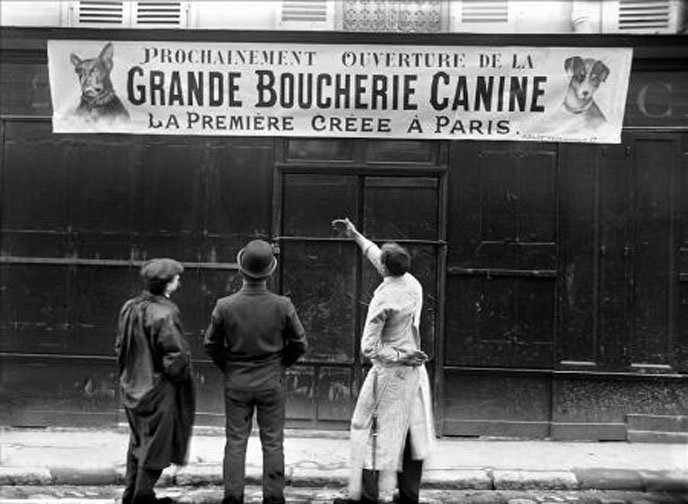
1910年巴黎狗肉铺

在欧洲历史上，通常在一些危难时期，欧洲人都曾經食用狗肉。

#### 法國
雖然現在在法國食用狗肉並不常見而更被視為禁忌，食用狗肉在法國過去曾出現。在高盧的考古遺址中發現的屠宰狗骨頭顯示法國食用狗肉最早的證據。類似的證據也曾在相近或較早時期在歐洲被記錄。十九世紀後期的法國媒體曾報導人們排隊購買狗肉的案例，并稱狗肉「美妙而柔嫩」。1870年普法战争期间，法国巴黎被围。那段期间包括狗、猫在内的各种宠物，甚至动物园中的动物都被当作食物。法国大文豪维克多·雨果记载了此事，有人在肉店門外等待購買狗肉。法国直到1910年还有狗肉铺子，有報導指一些屠夫在巴黎出售狗肉。据传今天在巴黎北部仍有人吃狗肉。

#### 德國
至少從腓特烈大帝的時代開始，在德國的每一個重大危機中人們都會食用通常被視為羊肉替代品的狗肉。在20世紀初，其它肉類的價格高漲迫使德國人廣泛消費馬肉和狗肉。。
狗肉的食用持續至1920年代。1937年，針對旋毛蟲的肉類檢驗法中包含了豬、狗、野豬、狐狸、獾和其他食肉動物。狗肉自1986年起在德國被禁止。
而在薩克森州在第一次世界大戰後的飢荒時，當地的貧困階層曾食用狗肉。

#### 荷蘭
在1940年德國入侵以及嚴重的肉類短缺下，荷蘭當局曾在香腸中發現狗肉成份而將之沒收。

#### 比利時
在二十世紀初比利時的肉店賣狗肉，在1916年的平均價格為每公斤12法郎。1888年比利時獸醫學院理事會（The Council of the Veterinary School of Belgium）推薦狗肉作為人類的食物。

#### 波蘭
在波蘭的一些農村地區雖然沒有食用狗肉，但狗的脂肪和豬油在傳統被認為對肺部有藥用價值，值得注意的是，這些肉類的食用在波蘭文化中被認為是禁忌。在2009年，琴斯托霍瓦附近的一個農場被發現飼養狗隻用作制假豬油。

#### 瑞士
瑞士的熱門狗肉食譜包括如紙一樣薄的切片狗肉gedörrtes Hundefleisch，以及由鹽和乾燥原料製成的熏狗火腿Hundeschinken。
根據1996年11月21日在瑞士萊茵河谷區的報章Rheintaler Bote報導，瑞士的阿彭策爾和聖加侖州農村有食用狗肉的傳統，村民將狗肉製成肉乾和香腸，以及藥用狗脂肪，傳統現在仍然維持。一個區域週報引述一位農民說，「狗肉是最健康的主食肉類。 它具有比牛肉短的肉類纖維，沒有激素和抗生素。」
稍后，一家德国电视台“RTL TV”也报道了瑞士东部聖加侖州和內阿彭策爾州的居民吃狗肉的风俗。上述的报道引起了欧洲动物权利活动者和对此表示关切居民的抗议，多达7000人签署了向这两个州委员会递交的请愿信，但遭驳回，理由是政府无权监管公民的饮食习惯。
吃狗肉在瑞士不违法，然而，從事用於商業用途的犬肉食品的生產，在瑞士是非法的。

#### 格陵兰
如小冰期（14世纪至19世纪）初期生活在格陵兰的维京人发生严重饥荒的时候，这些欧洲人也吃狗肉。

### 其他地区
在太平洋岛国法属波利尼西亚人们一直有吃狗肉的习惯。夏威夷人与毛利人也吃狗肉。
在非洲，狗主要用作猎犬。有些部落的人会在狗死后吃狗肉，但狗肉从未成为主流食物之一。这也可能是因为狗的饲养费用较高。
在拉丁美洲的一些地区，如墨西哥的阿兹特克帝国也吃狗肉。
在南美洲的委內瑞拉近年因為經濟危機爆發糧食短缺而傳出有民眾以狗肉充飢。

## 狗肉的特质与烹调
中医认为狗肉味鹹性温，可补中益气，温肾助阳。汉族民间的说法是狗肉可以壮阳，所以狗肉多作冬令补品。而朝鲜族人认为狗肉清热祛火。中国明朝李时珍所著《本草纲目》中记载四种狗肉为主的药方，具有“安五脏、轻身、益气、补肾、和胃、暖腰膝、状力气、补五劳七伤、补血脉、实下焦”的療效。同时中国民间传说狗肉“性過熱”，传说中部份人士吃狗肉易發生淌鼻血、甚至中風、腦溢血，故一些人食狗肉时有顾忌。
有一种传说把狗肉的品质和皮色联系起来，说“一黑，二黄，三花，四白”。但也有人认为“黄狗为上，白狗次之，黑狗为下”。
狗肉烹调前须经浸泡或腌渍，必须将其煮熟方可食用。狗肉适合于烧、炖、煮、煨、焖等长时间加热的烹调方法，也可以用烟熏、腌腊的方法把狗肉制成半成品。
在獵捕犬隻做為食物時，如果使用毒藥或麻醉藥，則可能造成食品安全問題。

## 狗肉菜肴

### 中國
- 沛县狗肉（參樊哙狗肉條目）
江苏菜，传说中是秦朝末年刘邦的麾下猛将樊哙在作狗肉贩子时发明的。江蘇揚州畫家鄭板橋嗜吃，風氣延續至今。
- 花江狗肉
贵州布依族的传统菜。
- 广东湛江的白切狗肉。
- 廣東開平市的樓岡狗肉。
- 广东的客家五香狗肉煲。
- 广东的狗肉煲：流行于珠三角。
- 广西灵川狗肉，是桂林靈川名菜之一，也有「狗肉一條街」景觀。
- 广西宾阳狗脚、白斩狗风味独特，在每年正月十一宾阳炮龙节时更是賓客的必点之菜。
- 浙江诸暨椒盐狗肉，为诸暨市应店街镇特产[96]。

### 朝鮮半島
- 补身汤（보신탕，中文又称狗肉火锅）
- 红枣煨狗肉
- 乾烤狗肉
- 香辣狗肉丝
- 狗肉炖豆腐是朝鲜族人在冬季用狗肉加豆腐在火锅或是陶制器皿中炖制而成，配以俗称“狗酱”的用狗肉制成的辣椒酱食用。

## 争议
在很多文化中，狗不僅是生活中的助手，而且是家庭中的一員，食用狗肉被认为是不能接受的。比如亞洲內陸的藏族、蒙古族、哈萨克族等一些遊牧民族，以及台灣各原住民族，在现代很多地區的歐美文化中，狗被大量饲养为宠物，被看作人類的朋友，食用狗肉普遍認爲不可接受。同时，屠宰、食用狗肉可能使人類接触一些病菌和毒素（例如狂犬病毒）， 越南曾有因屠宰并食用病狗（事后得知）而非典型暴露后引起狂犬病的报告。
對飲食習俗不同的地區如传统农耕文明地区的吃狗肉情況，對很多不吃狗肉者不能理解。一些動物保護組織前往吃狗肉現象比較普遍的韓國，進行抗議。而支持食用狗肉的觀點則堅持絕大多數烹調所選用的犬只是專門為食用飼養的。吃的不是寵物，與吃其他飼養動物的肉食沒有差別。或者認為其他地方的狗肉禁忌本質上和某些宗教禁止食用部分或全部肉食一樣，只是一種信仰。在韓國，部分支持吃狗肉的韓國人則回擊批評者不尊重或歧視本民族傳統文化。譴責其它民族食用狗肉的西方人也被另一些人（包括部分西方人）批評為文化帝國主義，缺乏寬容。自由主义者认为如果有人反对吃狗肉则自己不吃狗肉即可，通过立法或政府规定禁止全社会吃狗肉是侵犯了他人食用狗肉的权利。
在中國大陸，仍有不少人認同食用狗肉，另外狗肉來源比韓國受到的控制要鬆懈一些。有動保團體调查指出，被食用的狗肉，除了人工飼養的肉狗外，也有從流浪狗和跨地區偷捕而來，可能存在衛生問題。中國大陸民間關於動物福利立法和拒吃貓肉、狗肉的呼聲日漸高漲，也出現了一些以衛生防疫、財產侵害、市容市貌等為理由的官方管制情況。目前，中国大陆民众舆论部分认为中国政府应该颁布一部关于宠物权利的法律，这部法律应该视吃狗肉为违法行为，虽然这部法律的草案已经提交，但至今中国政府也没有立法。
在臺灣，1998年中華民國立法院三读通过《動物保護法》，其第三條明訂犬、貓爲寵物，而非經濟動物；2001年1月2日中華民國又修正动物保护法部分条文，第22条第2项增订“宠物不得因肉用、皮毛等经济用途而宰杀”，宣示禁杀宠物，次年，又於該法第十二條內明白规定宠物不得宰殺或被販賣其屠體。立法之立意，乃免去妨礙飲食自由權之嫌疑，而已販製犬、貓等寵物之源頭爲執法目標。爲規避法律查緝，臺灣非法狗肉業者常以「魚目混珠」的手法將狗肉偽裝成羊肉，或者將狗肉與其他肉類摻雜在一起以躲避警方查緝。

## 法律法规

### 中华人民共和国

#### 中国大陆
2010年，根據当时尚在草擬的《反虐待動物法（專家建議稿）》規定，任何人如果違法食用犬、貓或者銷售犬、貓肉，將最高被罰款5000元並最高拘留15日。如果犯規的是單位和組織處的話，違者會面對1萬元以上50萬元以下的罰款。以上規定的監管職責主要由公安機關負責。《反虐待動物法》的前身是《動物保護法》。法案目前只是专家建议稿，并非是立法稿子，而且法案受争议较大，不少人认为这一法规是对文化的侵犯，而希望修改为：狗肉的屠宰过程有正常途径监管，以杜绝宠物猫、狗进入食用范围内。《反虐待動物法》至今尚未通过。
2020年2月25日，深圳市人大公布了《深圳經濟特區全面禁止食用野生動物條例（草案徵求意見稿）》，该草案的起草是受到了“新冠肺炎”导致民众排斥食用野生动物、对防控公共卫生风险的要求上升的影响，3月31日，深圳市人大常委会通过了这份草案，要求“猪、牛、羊、驴、兔、鸡、鸭、鹅、鸽、鹌鹑可以吃，但猫狗禁止食用。 ”，于2020年5月1日施行。
- 深圳：2020年3月31日深圳市第六届人民代表大会常务委员会第四十次会议通过《深圳经济特区全面禁止食用野生动物条例》，规定深圳将禁食猫狗等宠物[110]。明确规定“国家畜禽遗传资源目录所列的猪、牛、羊、驴、兔、鸡、鸭、鹅、鸽、鹌鹑以及该目录所列其他以提供食用为目的饲养的家禽家畜”可以合法食用、生产和销售，即禁止了狗猫肉的食用、生产和销售。对于食用明知是国家重点保护野生动物以外其他禁止食用的动物及其制品的食用者将被处以价值二倍以上十倍以下罚款。而对于生产规定食用国家重点保护野生动物以外的规定外动物及其制品的，价值不足一万元的，处十万元以上十万元以下罚款，一万元以上的，除以价值十五倍以上二十倍以下罚款。深圳市人大常委会法工委称：“猫狗作为宠物，与人类建立起比其他动物更为亲近的关系，禁止食用猫狗等宠物是许多发达国家和香港、台湾等地区的通行做法，也是现代人类文明的要求和体现”。[111]

2020年4月8日，农业农村部发布关于《国家畜禽遗传资源目录》公开征求意见的通知，其中特别说明“随着人类文明进步和公众对动物保护的关注及偏爱，狗已从传统家畜‘特化’为伴侣动物，国际上普遍不作为畜禽，我国不宜列入畜禽管理。”业内专家接受南方都市报记者采访时表示，结合2月24日全国人大常委会通过的陆生野生动物交易禁令，若意见稿得到通过，将意味着狗肉在中国大陆可能被全面禁食。不过对于吃狗肉，在出台明确处罚规定（除深圳等少部分地区外）之前，狗肉可能会继续作为一个灰色区域存在。此次国家版《目录》出台，可以给地方制定实施细则提供参照。野生动物交易禁令的出台曾造成困扰，因为禁令没有公布具体名录，而此次农业部发布的拟定目录正是为了明确这个问题。

#### 香港
1950年代香港因為瘋狗症流行而促成港英政府於1950年立法禁止狗肉屠宰，根據《香港法例》第167A章《貓狗規例》第22及23條（此兩條是貓狗規例僅存仍然生效的三條中的後兩條，另一有效條款是第1條引稱，其餘第2至21條早已廢止）中規定：
1. 任何人不得屠宰任何狗隻或貓隻以作食物之用，不論其是否供人食用。
2. 任何人不得售賣或使用或允許他人售賣或使用狗肉及貓肉作食物。
3. 任何人被發現管有任何狗隻或貓隻的屠體或該等屠體的任何部分，且其情況合理地令人相信該狗隻或貓隻是在本條的規定被觸犯的情況下正在或經已被屠宰或售賣或使用作食物，即屬犯了第(1)或(2)款（視屬何情況而定）所訂的罪行，除非他能夠使裁判官信納他事實上並沒有觸犯第(1)或(2)款（視屬何情況而定）的規定。

違反第22(1)或(2)條，可處罰款$5000及監禁6個月。上述法律据信是当今世界非宗教性立法中针对禁食狗肉所制订的最为严苛的法律条文。1998年2月，將軍澳一名男子經常捕殺流浪狗食用，被判處罰款2000港幣及入獄一個月，成為世界上首宗因為捕殺狗隻食用獲刑的判例。2006年12月22日，元朗4名男子被控告屠宰狗隻作食物罪名，各被判監禁30日，成為第二宗判監案例。

### 中華民國
立法院於2001年1月3日通過《動物保護法部份條文修正案》，第22條第2項增訂「寵物不得因肉用、皮毛等經濟用途而宰殺」。
於2017年4月11日立法院三讀通過《動物保護法》修正草案，對於吃貓肉、吃狗肉或其內臟等，違法者將處新台幣5萬元至25萬元以下罰鍰，還要公布姓名、照片以及違法事由，如果限期未改善者，得連續處罰。
綜合媒體報導，提案的國民黨立委王育敏表示，修法主要目的是虐待犬貓事件頻傳，之前還甚至發生集團放狗殺街貓事件，僅台北市就有85起檢舉案，現行動物保護法刑度嚇阻力不足，實有提高虐待動物處罰之必要；此外，近年來民眾動保意識的提升，地方政府也率先將禁食貓狗肉列入自治條例中，促成本次禁食貓狗肉的修法。
現行《動物保護法》第25條規定，將故意殺害、虐待動物，使動物肢體嚴重殘缺或重要器官功能喪失的刑責，經三讀通過，由現行一年以下有期徒刑或拘役，10萬至100萬罰鍰，提高至二年以下有期徒刑或拘役，併科20萬至200萬元罰鍰，針對情節重大或連續犯、累犯者，最高可處一年以上五年以下有期徒刑，併科50萬至500萬元罰鍰。
而在第27條中，除了販售、購買之外，新增「食用」、「持有」犬貓屠體、內臟或含有犬貓成份的食品，也要開罰新台幣5萬元以上、25萬元以下罰鍰。

### 
在澳大利亚，除南澳大利亚州外的每个州和地区都可以食用狗肉或猫肉，只要动物是被人道地杀死。然而根据《肉类加工标准与规范法》，在澳大利亚（除南澳大利亚外）出售狗肉或猫肉是违法的。

### 朝鮮半島

#### 大韓民國
朝鮮半島自古以來便有食用狗肉的歷史，並被視作強身健體的食品。動物保護團體曾經多次敦促韓國政府全面立法禁止食用狗肉，但至2024年1月9日，國會才通過《犬食用禁止特別法》，預定在三年後禁止為食用狗肉而屠宰狗隻。這場運動最後以動保團體的倡議成為法律而告終。

## 外部連結
- 首爾擬將狗肉列入家畜產品